# Manuel Ugarte
Manuel Ugarte Ribeiro (født 11. april 2001) er en uruguayansk professionel fodboldspiller, som spiller for Premier League-klubben Manchester United og Uruguays landshold.

## Klubkarriere

### Tidlige karriere
Ugarte begyndte sin karriere hos Centro Atlético Fénix, og han blev givet sin professionelle debut med klubben den 4. december 2016 i en alder af 15 år. Efter at have spillet som angriber oprindeligt, så begyndte han at spille som midtbanespiller, og fik sit store gennembrud i 2019 sæsonen, hvor han blev etableret som fast mand på holdet.
Ugarte skiftede i december 2020 til Famalicão.

### Sporting CP
Ugarte skiftede i august 2021 til Sporting CP. Han spillede som rotationsspiller i sin debutsæson, men etablerede sig i 2022-23 sæsonen som fast mand på midtbanen.

### Paris Saint-Germain
Ugarte skiftede i juni 2023 til Paris Saint-Germain. Trods en god start på året, så mistede Ugarte i løbet af sæsonen sin plads på holdet, da træner Luis Enrique ikke mente han passede ind i den spillestil han ønskede.

### Manchester United
Ugarte skiftede i august 2024 til Manchester United.

## Landholdskarriere

### Ungdomslandshold
Ugarte har repræsenteret Uruguay på flere ungdomsniveauer.

### Seniorlandshold
Ugarte debuterede for Uruguays landshold den 6. september 2021.